# Most prijateljstva (Brazilija-Paragvaj)
Mednarodni Most prijateljstva (v portugalščini Ponte Internacional da Amizade) ali preprosto Puente de la Amistad ali Ponte da Amizade je bil zgrajen na cesti BR-277 (nekdanji BR-35) proti koncu 50-ih in začetku 60. leta na reki Parana in povezuje mesti Foz do Iguaçu (Brazilija) in Ciudad del Este (Paragvaj).
Skupaj z njegovo gradnjo so bila s paragvajske strani izvedena gradbena dela takratne nacionalne ceste 7 (sedanja pot PY-02, ki se povezuje z Asunciónom), ki je na koncu postala paragvajska glava mostu, ki se je dejansko povezal z BR-277 (ki prečka Curitibo in doseže Atlantski ocean, v Paranaguá).

## Zgodovina in pomen
Most je bil za promet odprt leta 1965. Prostor med glavnim lokom je 290 metrov. Celotna dolžina mostu je 552,4 m.
Most je izredno pomemben za gospodarstvo mest Foz do Iguaçu in Ciudad del Este.
BR-277 se začne takoj po koncu mostu na brazilski strani in National Route N ° 7 na paragvajski strani.

## Gradnja
Pogodbo o gradnji mostu sta 29. maja 1956 podpisali vladi Brazilije in Paragvaja. 14. novembra 1956 je bila ustanovljena komisija, pristojna za projekt in izvedbo del.
Lokacija je bila opredeljena med petimi točkami, ki se štejejo za idealne, določene po izvedbi hidroloških študij režima reke Paraná v obdobju 20 let.
Februarja 1957, ko so bile opravljene batimetrične meritve, se je zaradi nevarnosti reke zaradi velike globine in razburkanih vod potopil čoln, ki je utopil inženirja Tasso Costa Rodriguesa in nekatere člane njegove ekipe.
Most je bil zgrajen med letoma 1957 in 1965.
Obsežna obnovitvena dela so bila izvedena med letoma 2014 in 2016.

## Mere in konstrukcija
Voziščna konstrukcija je široka 13,50 m, ima vozišče široko 9,50, ki je z 2 m širokimi pločniki ločeno z močnimi jeklenimi mrežami. Vozni pas nima posebnih oznak in se običajno uporablja na treh prometnih pasovih, tako da imajo mopedi in motorji dovolj prostora za vožnjo mimo avtomobilov. Dobro obiskani pločniki so imeli ukrivljeno streho za zaščito pred soncem in vremenom ter visoke ograje na zunanji strani za preprečevanje samomorov.
Armiranobetonski ločni most ima velik zgibni lok z razponom 290 m in višino puščice 53 m. Sestavljen je iz triceličnega, pravokotnega, 13,00 m širokega škatlastega nosilca, ki je na opornikih visok 4,80 m. Na vrhu loka se združi s krovno ploščo v dolžini 79,40 m in ima nato višino 3,20 m.
Na opornikih stojijo 9,60 široki in 22,60 dolgi stebri iz armiranega betona. Njihov votli prerez je ojačan z eno vzdolžno in štirimi prečnimi stenami. Imajo vstopne in izstopne odprtine za vodo, da zmanjšajo plovnost. Uporabljajo se za absorbiranje pritiska vetra in vode na lok, stebre in cestni nosilec.
Vozni pas je podprt z zelo vitkimi okroglimi armiranobetonskimi stebri različnih velikosti, ki imajo tudi votel prerez.
Kovinske konstrukcije in materiali so bili pripeljani iz mest São Paulo, Volta Redonda in Rio de Janeiro.
Za gradnjo podpornega loka je Nacionalna jeklarska družba Volta Redonda postavila jekleno ohišje dolžine 157,30 metra z maso 1200 ton.
Končan Most prijateljstva ima naslednje mere in konstrukcijo:
- Skupna dolžina: 552,4 m
- Lok: 303 m
- Višina: 78 m
- Meritev od osi do osi pilonov: 2 x 108,7 m
- Število delavcev: 1000 delavcev

Uporabljali so jih za gradnjo:
- Armirani beton: 43.000 m³ betona.
- Cement: 14.000 ton.
- Jeklo: 2900 ton.
- Les: 120.000 m² za opaže, modele in gradbene odre.
- Žeblji: 50 ton žebljev, pripeljanih iz 20 tovarn v zveznih državah Paraná, Santa Catarina in São Paulo.
- Vijaki: 12.000 ton iz metalurških podjetij v São Paulu, Minas Geraisu in Riu de Janeiru.
- Gradbene žice: 33 ton iz Siderúrgica Guaíra de Curitiba.
- Visoko trpežno valjano jeklo, kabli, čepi in vijaki za montažo nosilcev.

## Okoljski vpliv
Izkrčeno je bilo približno 14 hektarjev pragozda in narejenih 139.000 m² nasipov. Za oskrbo s pitno vodo za delavsko vas so 117 metrov globoko izvrtali vodnjak. Za betoniranje je bilo treba namestiti kamnolom z zmogljivostjo za proizvodnjo 100 m³ kamna na dan. Material je bil odstranjen z bregov reke Paraná. Pesek je bil odstranjen tudi iz same struge. Ves uporabljen les je bil posekan iz gozda regije. V regiji so bile zgrajene različne žage, ki so uničile velik del naravnih drevesnih rezervatov, ki niso bili nikoli ponovno zasajeni. Uporabljeni cement so pripeljali iz Curitibe in São Paula.

## Otvoritev in gospodarski pomen
Mednarodni Most prijateljstva sta 27. marca 1965 slovesno odprla Humberto de Alencar Castelo Branco, predsednik Brazilije in Alfredo Stroessner Matiauda, predsednik Paragvaja.
Kot rezultat gradnje mostu se je pojavila izvozna in uvozna trgovina mest Ciudad del Este in Foz do Iguaçu. Začela se je kolonizacija in otvoritev mesta Puerto Stroessner, sedanjega Ciudad del Este, drugega največjega urbanega središča v Paragvaju, ki velja za območje proste trgovine.

## Galerija
- Natančna mejna točka ob mostu